# HMS Abdiel (M39)
Pour les autres navires du même nom, voir HMS Abdiel.
Le HMS Abdiel est un mouilleur de mines, navire de tête de sa classe en service dans la Royal Navy pendant la Seconde Guerre mondiale. Le navire sert dans la Mediterranean Fleet en 1941, l'East Indies Station en 1942, la Home Fleet en 1942-1943 puis de nouveau dans la flotte méditerranéenne en 1943. L'Abdiel est coulé par des mines allemandes dans le port italien de Tarente en 1943. Bien que conçu comme un mouilleur de mines rapide, sa vitesse et sa capacité le rendaient apte à être utilisé comme moyen de transport rapide.

## Historique

### Manche
Le 22 mars 1941, alors sous commandement du capitaine Hon. Edward Pleydell-Bouverie, l'Abdiel voit ses essais de mise en service interrompus et reçoit l'ordre de mouiller des mines dans le but d'empêcher les cuirassés allemands Scharnhorst et Gneisenau de sortir de Brest. Dans le cadre des opérations GV, GX et GY, les Abdiel, Intrepid, Impulsive et Icarus, escortés par les destroyers Kipling, Kelly et Jackal, mouillent des mines à proximité de Little Sole Bank et à 65 km à l'ouest-sud-ouest de Brest les 23 et 28 mars.
Du 17 au 30 avril 1941, l'Abdiel tente d'achever son programme d'essais mais celui-ci est de nouveau interrompu lorsque le navire reçoit l'ordre de rejoindre le croiseur Dido et les destroyers Kelly, Kipling, Kelvin, Jackal et Jersey. Ce groupe est ensuite transféré de Plymouth à Gibraltar, après avoir chargé des approvisionnements militaires à destination de Malte. Les navires rejoignent ensuite la Mediterranean Fleet.

### Méditerranée
Du 24 au 28 avril 1941, le groupe fait partie de l'opération Dunlop. Les Dido, Abdiel et les destroyers Janus, Jervis et Nubian, après avoir déchargé les fournitures à Malte, rejoignent Alexandrie.
Le 21 mai 1941, l'Abdiel pose un champ de 150 mines au large d'Akra Dhoukaton (cap Dukato, pointe sud de l'île de Lefkada, en mer Ionienne). Le jour-même, ce champ cause le naufrage du destroyer italien Carlo Mirabello de 1 840 tonnes, la canonnière Pellegrino Matteucci et les transports allemands Kybfels (7 764 tonnes) et Marburg (7 564 tonnes) qui transportaient un important contingent de la 2e Panzerdivision de Patras en Grèce à travers la mer Adriatique jusqu'au port de Tarente en Italie.
Dans la nuit du 26 au 27 mai, escorté par le destroyer Hero et le destroyer australien Nizam, l'Abdiel  débarque 800 commandos dans la baie de Souda.
Le 31 mai 1941, l'Abdiel quitte Alexandrie pour Sfakiá, en Crète, avec le croiseur léger Phoebe et trois destroyers. Au cours de la nuit suivante, ces navires transportent 4 000 soldats de Crète.
Entre décembre 1942 et avril 1943, en coopération avec le sous-marin mouilleur de mines Rorqual et son navire jumeau Welshman, il pose plusieurs champs de mines d'environ 2 000 mines dans le détroit de Sicile.
Le 9 janvier 1943, après la pose d'un champ de mines sur la route d'évacuation des forces de l'Axe depuis la Tunisie, celui-ci croise la route d'une escorte d'un convoi italien : le destroyer Corsaro (1 645 tonnes) est coulé et le Maestrale gravement endommagé. Le 3 février 1943, l'escorte d'un autre convoi italien rencontre un autre de ses champs de mines au sud de l'île de Marettimo, au large de la pointe ouest de la Sicile, provoquant la perte du destroyer Saetta (1 225 tonnes) et du torpilleur italien Uragano (910 tonnes).
Le 8 mars 1943, l'Abdiel pose un nouveau un champ de mines sur la route d'évacuation de l'Axe, à 56 km au nord du cap Bon, en Tunisie. Le 24 mars, un convoi croise sa route et provoque la perte des destroyers italiens Ascari (1 645 tonnes) et Lanzerotto Malocello  (2 125 tonnes). Le 3 avril 1943, l'Abdiel mouille un champ de mines entre les champs italiens « X-2 » et « X-3 », dont l'emplacement était connu des Alliés grâce à des interceptions Ultra et à des documents capturés. Le 7 mars, un convoi se heurte au champ de mines, perdant l'un de ses escorteurs, le torpilleur Ciclone  (910 tonnes).

### Naufrage
Ironie du sort, l'Abdiel est coulé par des mines dans le port de Tarente, en Italie, le 10 septembre 1943, lors de l'opération Slapstick. Les mines avaient été posées quelques heures plus tôt par deux torpilleurs allemands (S-54 et S-61), lors de leurs appareillages du port. Transportant des troupes de la 1re division aéroportée britannique (6e (Royal Welch) Parachute Battalion et 204e (Oban) Anti-Tank Battery, Royal Artillery), l'Abdiel effectua une tâche refusée plus tôt par le capitaine du croiseur américain USS Boise. Peu après minuit, deux mines explosent sous sa coque, coulant en trois minutes. Le naufrage provoque de nombreuses victimes parmi les marins et soldats : la 1re division aéroportée dénombre 58 morts (150 sont blessés) et 48 membres d'équipage perdront la vie. Une rumeur éclate selon laquelle l'équipement de démagnétisation du navire avait été éteint pour réduire le bruit et permettre aux troupes de mieux dormir. Le commandant F. Ashe Lincoln donne une cause différente dans son livre Secret Naval Investigator (Wm Kimber London 1961, et pp132-3 de la réimpression de 2017). Expert en déminage naval, il trouva dans le magazine allemand Taranto un certain nombre de grandes roues en bois équipées de grenades sous-marines, avec une horloge de chronométrage et une charge explosive au centre. Il dit que l'un de ces engins avait été coulé à côté de la bouée d'amarrage que l'Abdiel avait utilisée lors de l'évacuation des Allemands la nuit précédente.